# (8423) Macao
(8423) Macao est un astéroïde de la ceinture principale.

## Description
(8423) Macao est un astéroïde de la ceinture principale. Il fut découvert le 11 janvier 1997 à la station de Xinglong par le programme Beijing Schmidt CCD Asteroid Program. Il présente une orbite caractérisée par un demi-grand axe de 3,13 UA, une excentricité de 0,26 et une inclinaison de 2,4° par rapport à l'écliptique.

## Compléments